# Lac Sainte-Anne (Toulnustouc)
Pour les articles homonymes, voir Sainte-Anne et Lac Sainte-Anne.
Le lac Sainte-Anne est un réservoir servant à la régulation des débits du cours supérieur de la rivière Toulnustouc. Il est situé dans le territoire non organisé de Rivière-aux-Outardes dans la région administrative de la Côte-Nord au Québec (Canada).
Le réservoir résulte de la construction, entre 1956 et 1958, d'un barrage et d'une digue pour réguler les débits turbinés par les centrales hydroélectriques Manic-2, Manic-1 et McCormick qui sont construites sur le cours inférieur de la rivière Manicouagan entre 1952 et 1967. La superficie du barrage a été augmentée en 2005 dans le cadre de la construction d'un nouveau barrage à 14 km en aval de la retenue originale, dans le cadre de l'aménagement hydroélectrique de la Toulnustouc par Hydro-Québec.

## Géographie

### Localisation
Le lac Sainte-Anne est situé dans le territoire non organisé de Rivière-aux-Outardes, sur la Côte-Nord. Il est possible d'accéder au barrage à partir de Baie-Comeau par une route carrossable d'environ 130 km, qui est asphaltée jusqu'au lac Amariton, site du campement des travailleurs lors de la construction de l'aménagement de la Toulnustouc. Le réseau routier construit par Hydro-Québec et complété par un réseau de chemins forestiers qui sont utilisés tant par l'industrie que par les villégiateurs qui accèdent à des lieux de chasse et de pêche situés dans l'arrière-pays. 

### Milieu physique
Le lac est situé dans la province géologique de Grenville du Bouclier canadien. Au Quaternaire, le lac aurait émergé de la glaciation du Wisconsin entre 9 500  et   8 000 AP. Compte tenu des moyennes d'altitude du secteur qui se situent autour de 300 m, ces terres n'auraient pas été ennoyées par la mer de Goldthwait. Les formes des cours d'eau actuels ont été créées par l'eau qui a trouvé son chemin dans les dépressions et les fractures consécutives au relèvement isostatique. Le couvert végétal de la région s'est graduellement mis en place, puis consolidé entre 6 500  et   6 000 AP.

## Premier barrage
Le premier barrage du Lac-Sainte-Anne a été construit par Hydro-Québec entre 1956 et 1959, dans le but de réguler le début du bassin versant de la rivière Toulnustouc et d'améliorer les apports d'eau aux trois centrales du complexe Manic-Outardes situées en aval: Manic-2, Manic-1 et McCormick. De ces trois centrales, la centrale McCormick n'était pas la propriété d'Hydro-Québec, mais plutôt de la Quebec North Shore Paper Company et de la Canadian British Aluminium, pour alimenter leurs usines à Baie-Comeau,.
Le barrage en remblai zoné avec noyau imperméable incliné vers l'amont avait une hauteur maximale de 38 m et une longueur en crête d'environ 270 m. L'ouvrage comprenait trois digues au sud-ouest, intégrées au remblai de la route d'accès, de six pertuis de fond disposés en deux étages de trois pertuis, ainsi que d'un évacuateur de crues et d'une passe de flottage.
Les travaux d'arasement du barrage du lac Sainte-Anne ont été entrepris le 14 janvier 2005. L'équilibre des deux plans d'eau, à un niveau moyen de 289,40 m, a été atteint le 15 février 2005. Les équipements et structures métalliques ont été retirées, démantelées et transportées, à l'exception des pertuis de fond de l'ouvrage régulateur, qui ont été laissés sur place en position ouverte. Les bâtiments de service ont été démantelés jusqu'aux fondations.

## Deuxième barrage
Le barrage de la Toulnustouc est situé à environ 14 km en aval du barrage du lac Sainte-Anne et à 67,7 km de l'embouchure de la rivière. L'ouvrage, construit entre 2001 et 2005, a une longueur en crête de 535 m et une hauteur maximale de 77 m. La crête est au niveau 305,45 m.
La digue sud ferme une vallée secondaire située à 500 m au sud-ouest du barrage. Sa crête est également fixée au niveau 305,45 m. L'ouvrage de retenue secondaire fait 500 m de longueur et atteint une hauteur maximale de 46 m.
Dans les deux cas, les ouvrages comprennent des massifs en enrochement. Les massifs ont été mis en place avec une pente de 1,3 unité horizontale pour une unité verticale tant en amont qu'en aval. Les ouvrages ont été rendus étanches avec des dalles de béton d'une épaisseur minimale de 300 mm, qui ont été déposées sur le parement amont et qui sont reliées en crête à un parapet et des plinthes en béton ancrées au roc.
L'utilisation du béton s'explique, selon Hydro-Québec, par l'absence de volumes suffisants de till, un matériau souvent utilisé pour imperméabiliser le noyau central des ouvrages, et de l'éloignement des sources de matériaux granulaires naturels pour les filtres.

## Digue sud-est
Le lac est séparé du bassin versant de la rivière Godbout Est par une digue située dans sa partie sud-est. Avant la mise en service de la digue en 1958, les eaux s'écoulaient donc vers le nord, soit de l'aval vers l'amont par rapport à la retenue. Le niveau d'un lac situé immédiatement à aval de la digue s'est élevé autour de 290 m. Ce lac se déverse maintenant vers la rivière Godbout Est.
Dès la mise en eau, les exploitants se sont aperçus qu'une certaine quantité d'eau fuyait au pied aval de l'ouvrage. Des tentatives de réparations ont eu lieu en 1958-1959 et en 1984, mais ces initiatives ont eu un résultat mitigé: après les travaux de 1984, les fuites étaient toujours de l'ordre de 500 l/s lorsque le lac atteignait son niveau maximal d'exploitation de 301,75 m. L'analyse des données ayant conclu à l'existence d'un niveau critique à environ 296 m, Hydro-Québec a imposé une consigne d'exploitation pour limiter le niveau maximal du réservoir à cette élévation.
Deux solutions ont été examinées dans le cadre de l'avant-projet de l'aménagement hydroélectrique de la Toulnustouc afin de résoudre les problèmes d'étanchéité de la digue sud-est. Finalement, la comparaison a porté sur la réfection de la digue par la mise n place d'un tapis imperméable de grande dimension ou la construction d'une nouvelle retenue à environ 6 km en aval de la digue existante. Cette deuxième solution a été rejetée parce qu'elle aurait été 50% plus coûteuse, plus longue à mettre en place, en plus de créer des enjeux liés à la préservation du saumon atlantique dans la rivière Godbout.  
Les travaux correcteurs ont été menés avant la construction des nouveaux ouvrages de retenue, de façon à éliminer la contrainte opérationnelle et que le réservoir puisse être rehaussé jusqu'au niveau d'exploitation maximal de conception. Ils ont consisté à mettre en place un tapis amont en till de 1,5 m d'épaisseur, un noyau incliné en till sur la face amont jusqu'au niveau 304,45 m qui est protégé par des filtres, un coussin et un perré. De plus, la face aval a été prolongée et rehaussée avec des matériaux granulaires drainants. Des instruments ont aussi été installés pour améliorer le suivi du comportement de la digue. Le niveau de la crête s'élève maintenant à 305,95 m.